# Konstantin Jakowlewitsch Michailowski

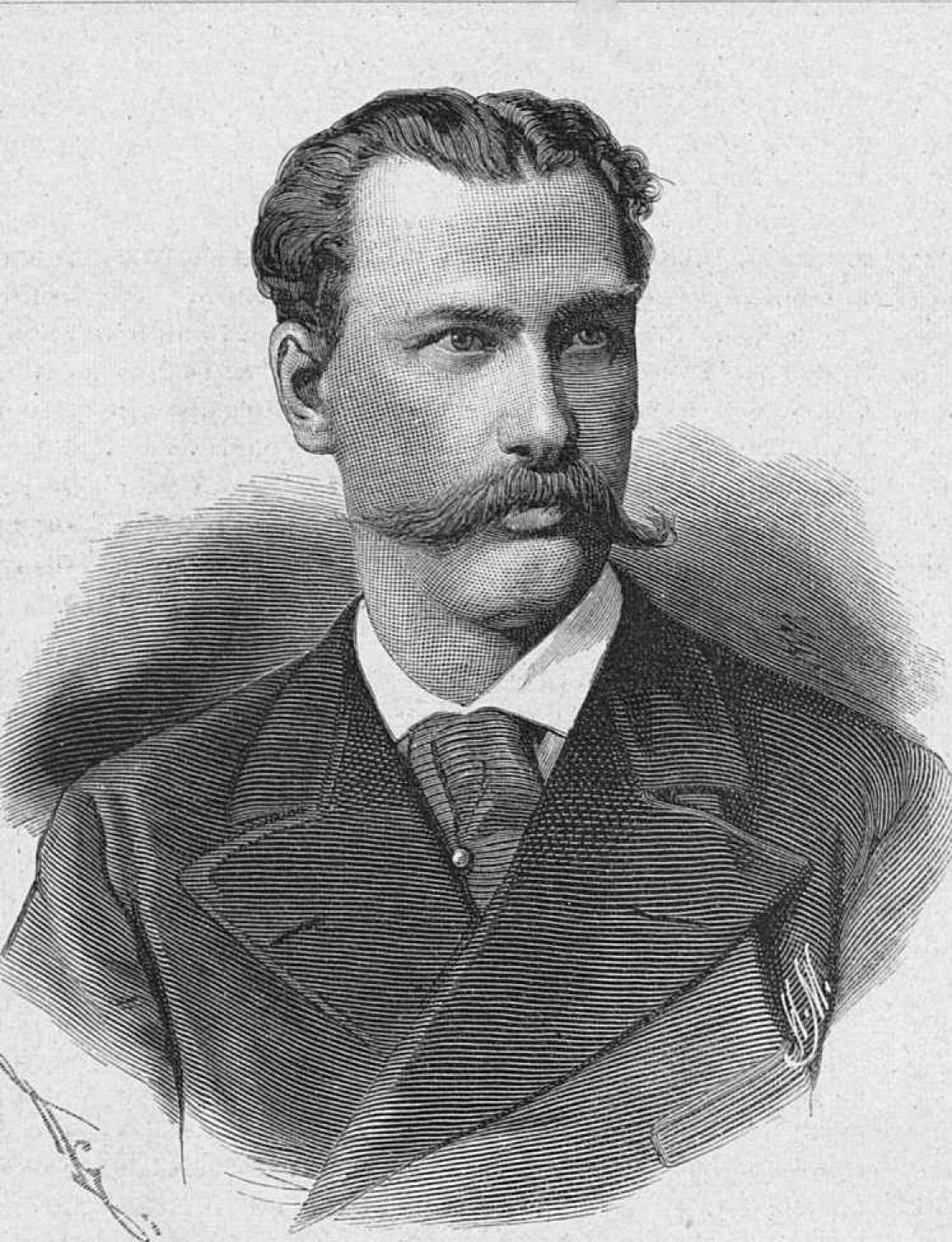
Konstantin Jakowlewitsch Michailowski

Konstantin Jakowlewitsch Michailowski (russisch Константин Яковлевич Михайловский; * 1834 im Gouvernement Tschernigow; † 9. Septemberjul. / 22. September 1909greg. in St. Petersburg) war ein russischer Verkehrs- und Brücken-Bauingenieur.

## Leben
Michailowski entstammte einer Adelsfamilie und absolvierte in St. Petersburg das Erste Kadettenkorps mit anschließender Abkommandierung zur Michael-Artillerie-Schule 1853. Er nahm am Krimkrieg teil und wurde 1858 zum Podporutschik befördert. Das Studium in St. Petersburg am Kaiser-Alexander-I.-Institut des Verkehrsingenieurkorps schloss Michailowski im Juni 1861 ab, worauf er als Porutschik zum Dienst im Verkehrsamt abkommandiert wurde.
Ab 1864 war Michailowski an der Trassierung und dem Bau der Eisenbahnstrecken der Moskau-Kursk-Eisenbahn, der Kursk-Kiew-Eisenbahn, der Baltischen-Eisenbahn, der Orenburger Eisenbahn und weiterer Bahnen beteiligt. Mit Nikolai Belelubsky baute er die Alexanderbrücke über die Wolga bei Sysran (1876–1880). Er war Kurator des Kanalbrückenbaus für das Mariinski-Wasserstraßensystem zur Verbindung des Wolgagebiets mit der Ostsee (1882–1886). Er leitete die Bauarbeiten für die Bahnstrecken Samara-Ufa (1885), Ufa-Slatoust (1888), Slatoust-Tscheljabinsk (1891) und Jekaterinburg-Tscheljabinsk (1894). Von 1893 bis März 1898 leitete er in Tscheljabinsk die Verwaltung für den Bau der Westsibirischen Eisenbahn.
Michailowski wurde 1899 Leiter der Verwaltung für den Aufbau der Eisenbahnen des Verkehrsministeriums. In dieser Zeit stand der Bau der Transsibirischen Eisenbahn im Mittelpunkt, sodass 12500 km Bahnstrecke in Betrieb genommen werden konnten. 1905 konnte er aus Gesundheitsgründen das Leitungsamt aufgeben und Mitglied des Rats des Verkehrsministers werden. Im Februar 1907 wurde er Wirklicher Geheimer Rat (II. Rangklasse). Im März 1907 wurde er entsprechend seinem Gesuch durch kaiserlichen Ukas krankheitshalber aus dem Dienst entlassen.
Michailowski starb am 22. September 1909 in St. Petersburg und wurde auf dem Nikolaus-Friedhof des Alexander-Newski-Klosters begraben.

## Ehrungen
- Sankt-Stanislaus-Orden III. Klasse, II. Klasse, I. Klasse[2]
- Russischer Orden der Heiligen Anna III. Klasse, II. Klasse, I. Klasse[2]
- Orden des Heiligen Wladimir IV. Klasse für den Bau der Alexanderbrücke über die Wolga, II. Klasse[2]
- Stern des Edlen Hauses von Buchara mit Diamanten[2]
- Orden der Aufgehenden Sonne III. Klasse[2]
- Kaiserlich-Königlicher Orden vom Weißen Adler[2]
- Ehrenbürger der Stadte Tscheljabinsk (erster Ehrenbürger)[2]
- Ehrenbürger der Stadt Galitsch